# کیریل سوشنیکوف
کیریل سوشنیکوف (روسی: Кирилл Михайлович Свешников؛ زادهٔ ۱۰ فوریهٔ ۱۹۹۲ ‏(۳۳ سال)) دوچرخه‌سوار اهل روسیه است.
از باشگاه‌هایی که در آن بازی کرده‌است می‌توان به گازپروم-روس‌ولو اشاره کرد.